# Blaue Grotte (Malta)
Die Blaue Grotte (malt.: Taħt il-Ħnejja, engl.: Blue Grotto) ist eine Höhle in Malta. Sie liegt im Südwesten der Insel in der Nähe von Żurrieq und ist ausschließlich vom Meer aus erreichbar.

## Beschreibung
Von Wied iż-Żurrieq, einer fjordartigen Bucht aus, wohin man über Żurrieq gelangt, fahren Touristenboote bei ruhiger See erst ein Stück an der Steilküste entlang, bevor sie in mehrere Grotten hineinfahren.
Das Höhlensystem besteht aus sechs Sälen, wovon die Blaue Grotte der größte und eindrucksvollste ist. Von den Einheimischen wird sie wegen des monumentalen Eingangsbogens als Taħt il-Ħnejja (deutsch: Unter dem Bogen) bezeichnet. Sie ist ungefähr 90 m lang, 40 m hoch und hat zwei Eingänge. Das Wasser ist sehr klar und schimmert im Sonnenlicht himmelblau. Dies liegt an den hier vorkommenden „Blaualgen“ (Cyanobakterien). Die manchmal zu sehenden orangen Farbflecken sind nicht etwa Korallen, wie von den Bootsführern manchmal behauptet, sondern eine Algenart.

## Galerie

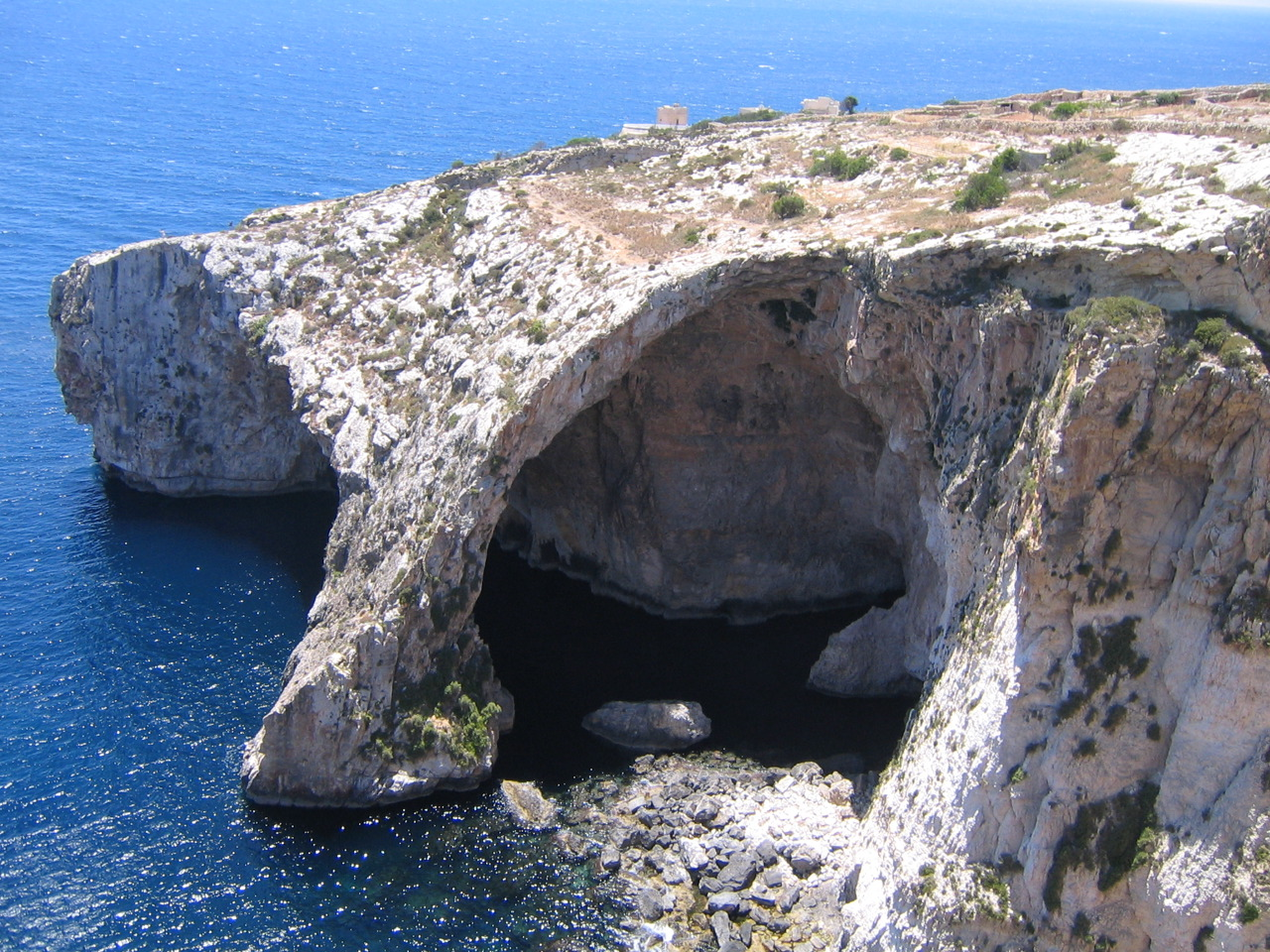
Blaue Grotte im südlichen Malta
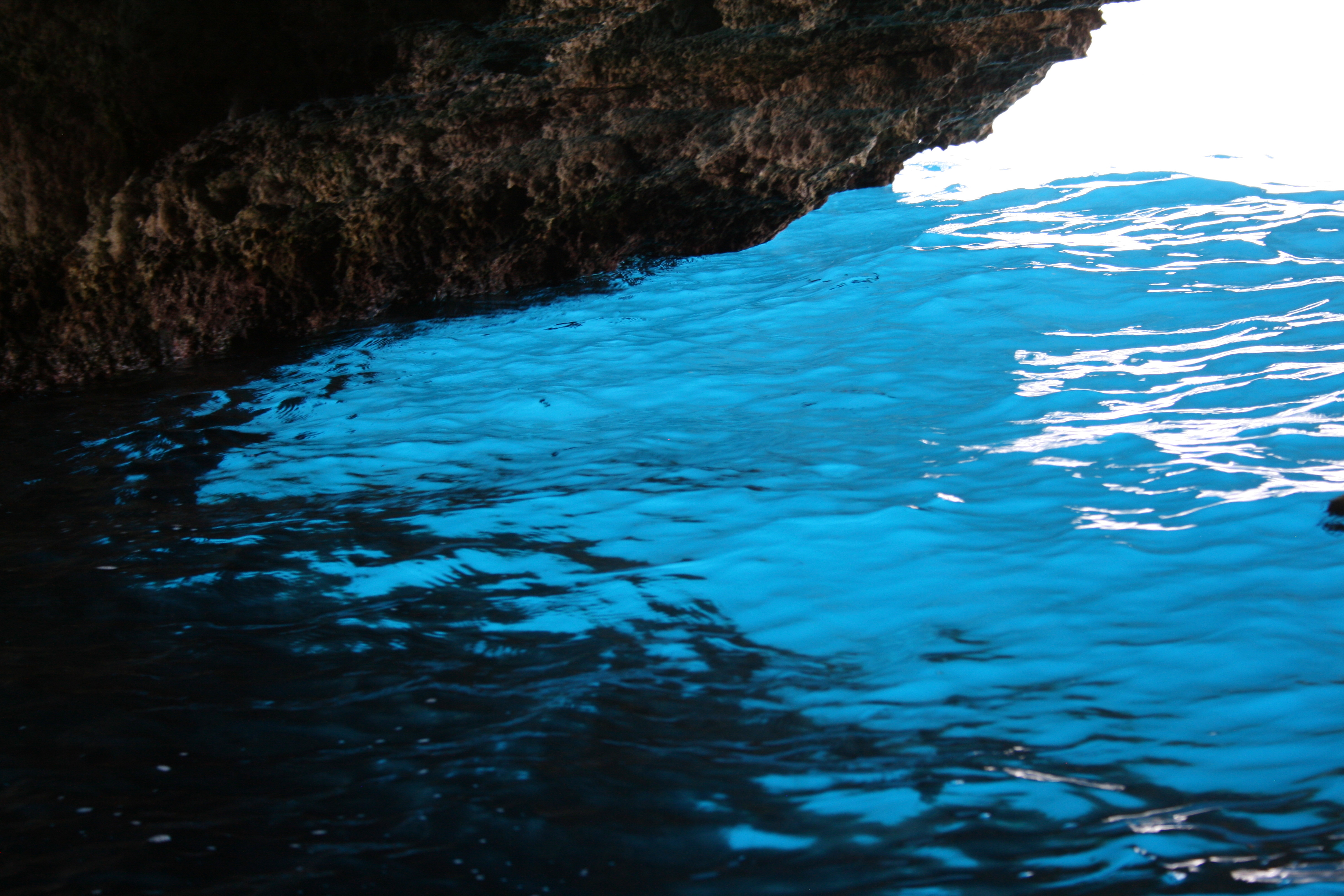
Wasser in der Blauen Grotte
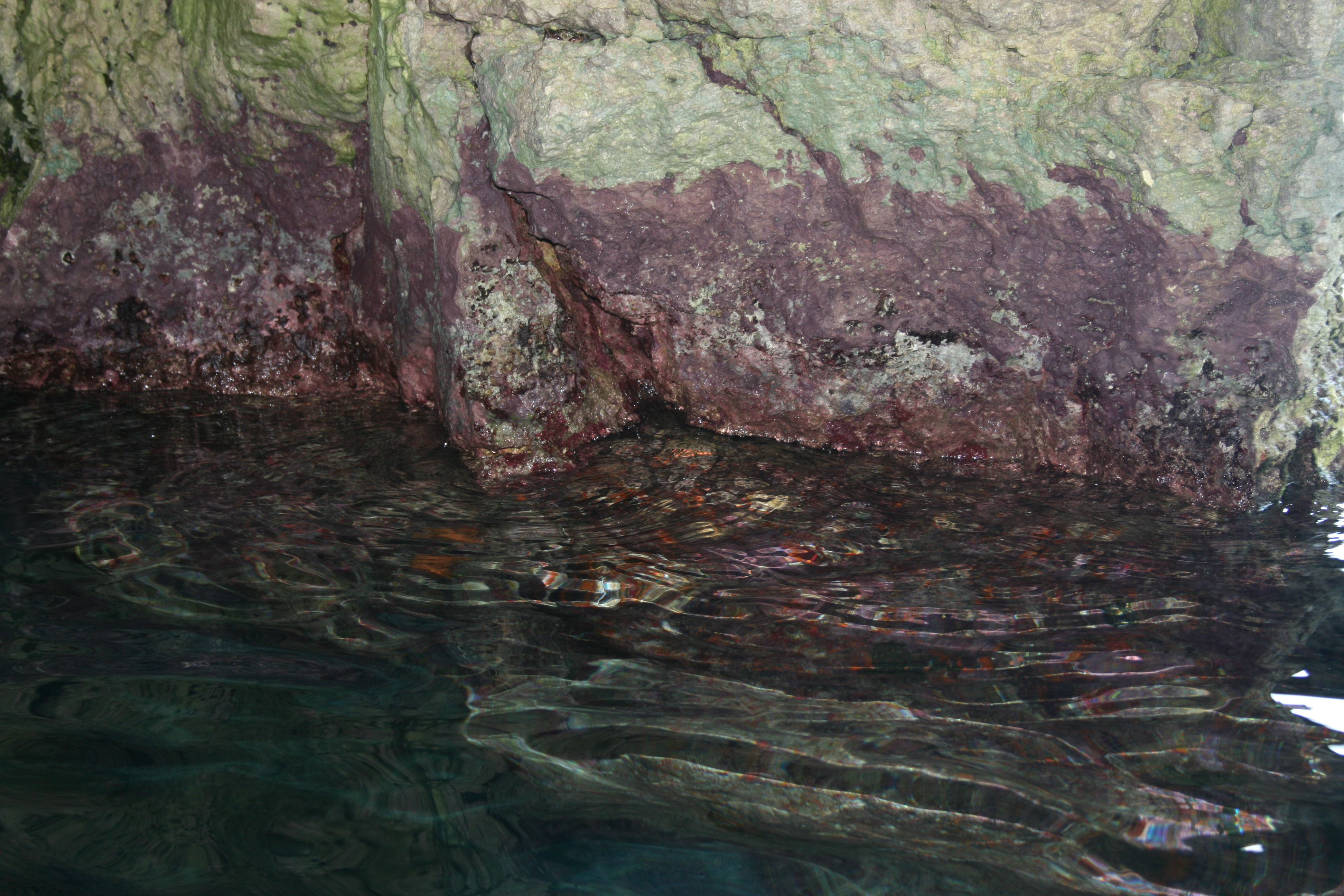
Blaualgen
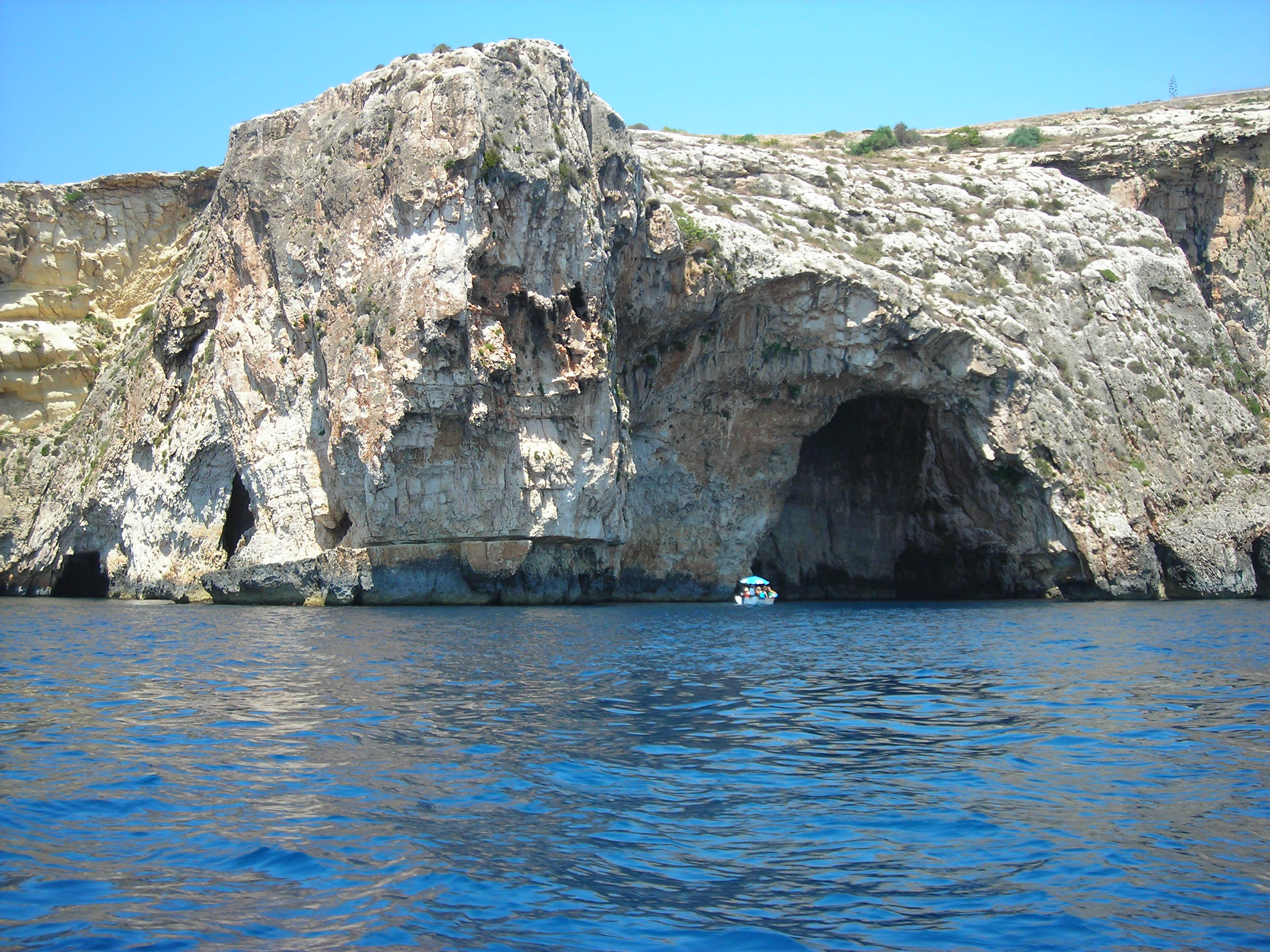
Die Blaue Grotte vom Meer aus gesehen